# 182-я танковая бригада

 182-я отдельная танковая бригада  — танковая бригада Красной армии в годы Великой Отечественной войны.
Сокращённое наименование — 182 отбр.

## Формирование и организация
182-я танковая бригада начала формирование на основании Директивы НКО № 723499сс от 15.02.1942 г. Сформирована 7 августа 1942 г. в районе Горького.
28 июля 1942 г. введена в состав 22-го тк и в составе корпуса кодчинена командующему войсками 4-й ТА Донского фронта. Понесла тяжелые потери во время Сталинградской операции (17 июля – 17 августа 1942)
3 сентября 1942 г. выведена в резерв Ставки ВГК на переформирование.
27 октября 1942 г. 182-я танковая бригада на основании приказа НКО СССР № 00220 от 22 октября 1942 года и директивы УФиУ ГАБТУ КА № 2/806 от 28 октября 1942 года переформирована в 17-й гвардейский танковый полк 1-го гвардейского механизированного корпуса.

## Боевой и численный состав
Бригада формировалась по штатам №№ 010/345-010/352 от 15.02.1942 г.:
- Управление бригады [штат № 010/345]

- 396-й отд. танковый батальон [штат № 010/346]

- 397-й отд. танковый батальон [штат № 010/346]

- 3-й отд. танковый батальон - включен в июле 1942

- Мотострелково-пулеметный батальон [штат № 010/347]

- Противотанковая батарея [штат № 010/348]

- Зенитная батарея [штат № 010/349]

- Рота управления [штат № 010/350]

- Рота технического обеспечения [штат № 010/351]

- Медико-санитарный взвод [штат № 010/352]

## Подчинение
Периоды вхождения в состав Действующей армии:
- с 26.07.1942 по 03.09.1942 года.

| Дата            | Фронт (округ)                | Армия              | Корпус               | Дивизия | Бригада | Примечания |
| --------------- | ---------------------------- | ------------------ | -------------------- | ------- | ------- | ---------- |
| 01.04.1942 года | Сталинградский военный округ |                    |                      |         |         |            |
| 01.05.1942 года | Сталинградский военный округ |                    |                      |         |         |            |
| 01.06.1942 года | Сталинградский военный округ |                    |                      |         |         |            |
| 01.07.1942 года | Сталинградский военный округ |                    |                      |         |         |            |
| 01.08.1942 года | Сталинградский фронт         | 4-я танковая армия | 22-й танковый корпус |         |         |            |

## Командование бригады

### Командиры бригады
- Марков, Александр Прокофьевич[2] (05.06.1942 — 30.07.1942), подполковник (30.07.1942 погиб в бою);
- Позолотин, Тимофей Семёнович (30.07.1942 — 16.08.1942), майор (ВРИД)[3];
- Овчаренко, Кузьма Иванович (17.08.1942 — 03.09.1942), полковник[4].

### Заместитель командира по строевой части
- Позолотин, Тимофей Семёнович (20.05.1942 — 27.10.1942), майор, с 14.09.1942 подполковник.

### Военный комиссар бригады, с 09.10.1942 г. — заместитель командира бригады по политической части
- Кутейников Михаил Алексеевич (01.04.1942 — 25.11.1942), старший батальонный комиссар.

### Начальники штаба бригады
- Кунгуров Григорий Георгиевич, майор[5]

### Начальник политотдела
- Шостак Абрам Израилевич (01.04.1942 — 25.11.1942), батальонный комиссар.